# 大和物流
大和物流株式会社（だいわぶつりゅう、英: Daiwa Logistics CO.,LTD.）は、大阪市西区に本社を置く、大和ハウスグループの物流会社である。
JASDAQに上場していたが、株式交換による大和ハウス工業との経営統合に伴い、2006年7月26日に上場廃止となった。

## 概要
1959年8月、大和梱包株式会社として設立。設立以来、貨物自動車運送事業・倉庫業・産業廃棄物収集運搬・建設業・宅建業等の各種許認可を取得。元々は大和ハウス工業の工場から建設現場への輸送部門であった。そのため、現場配送を強みとした建築・建材物流が主力である。近年は、流通・小売りを重点分野とし、6割ある外販比率を高めている。2015年には、合弁会社「Daiwa GF Logi」の設立、2016年にはアパレルITベンチャーの「IROYA」との資本業務提携で通販を含めた衣料物流への参入を図った。今後は、流通小売り分野に強みを持つ中堅の物流企業や冷凍冷蔵の物流企業のM&Aで3PLを強化し収益力を上げることを視野に入れている。さらに、日本で培ってきた3PLサービスを生かして、ベトナムをはじめとするASEANと周辺国で製造業、商社、流通業などの幅広い顧客をターゲットに、進出を本格化する考えである。

## 沿革
- 1959年（昭和34年）8月 - 大阪市東淀川区に大和梱包株式会社（資本金100万円）を設立
- 1961年（昭和36年）6月 - 大和自動車運輸株式会社に商号変更し、同時に本社を大阪府堺市に移転
- 1972年（昭和47年）5月 - 本社を大阪市西区へ移転すると共に自動車運送取扱事業を登録
- 1973年（昭和48年）3月 - ダイワ輸送株式会社を吸収合併
- 1979年（昭和54年）3月 - 大自運輸株式会社を奈良県奈良市に設立（持株比率100％）
- 1980年（昭和55年）9月 - 有限会社東北大自運輸を宮城県大衡村に設立（持株比率100％）
- 1983年（昭和58年）3月 - 大自運輸株式会社を株式会社転宅便に商号変更し、同時に本社を大阪市西区に移転
- 1985年（昭和60年）7月 - 有限会社東北大自運輸を大自運輸株式会社に組織変更
- 1988年（昭和63年）5月 - 株式会社転宅便を株式会社ダイワサービスに商号変更し、同時に本社を大阪府東大阪市へ移転
- 1989年（平成元年）6月 - 大和物流株式会社に商号変更し、同時に本社を大阪市中央区に移転
- 1992年（平成4年）4月 - 大自運輸株式会社を吸収合併
- 2004年（平成16年）12月 - 日本証券業協会への店頭登録を取消し、ジャスダック証券取引所に株式を上場
- 2006年（平成18年）
  - 7月 - ジャスダック証券取引所における株式上場廃止[4]
  - 8月 - 大和ハウス工業株式会社における株式交換により完全子会社化[4]
- 2007年（平成19年）4月 - 株式会社ユアサロジテックを子会社化[8]
- 2012年（平成24年）12月 - SCSホールディングス株式会社を子会社化[9]
- 2015年（平成27年）9月 - ジーエフ株式会社と合併会社「Daiwa GF Logi株式会社」を設立[3]
- 2016年（平成28年）7月 - 株式会社IROYAと資本業務提携[10]
- 2017年（平成29年）8月 - 本社を大阪市北区へ移転[11]
- 2019年（令和元年）12月 - 本社を大阪市西区へ移転[12]

## グループ企業

### 国内
- 株式会社ユアサロジテック[8] - 大阪府高槻市
- Daiwa GF Logi株式会社[3] - 東京都千代田区

### 海外
- Daiwa Logistics Vietnam Co., Ltd.[7] - ベトナム・ホーチミン市